# ميسالي أبوينسي

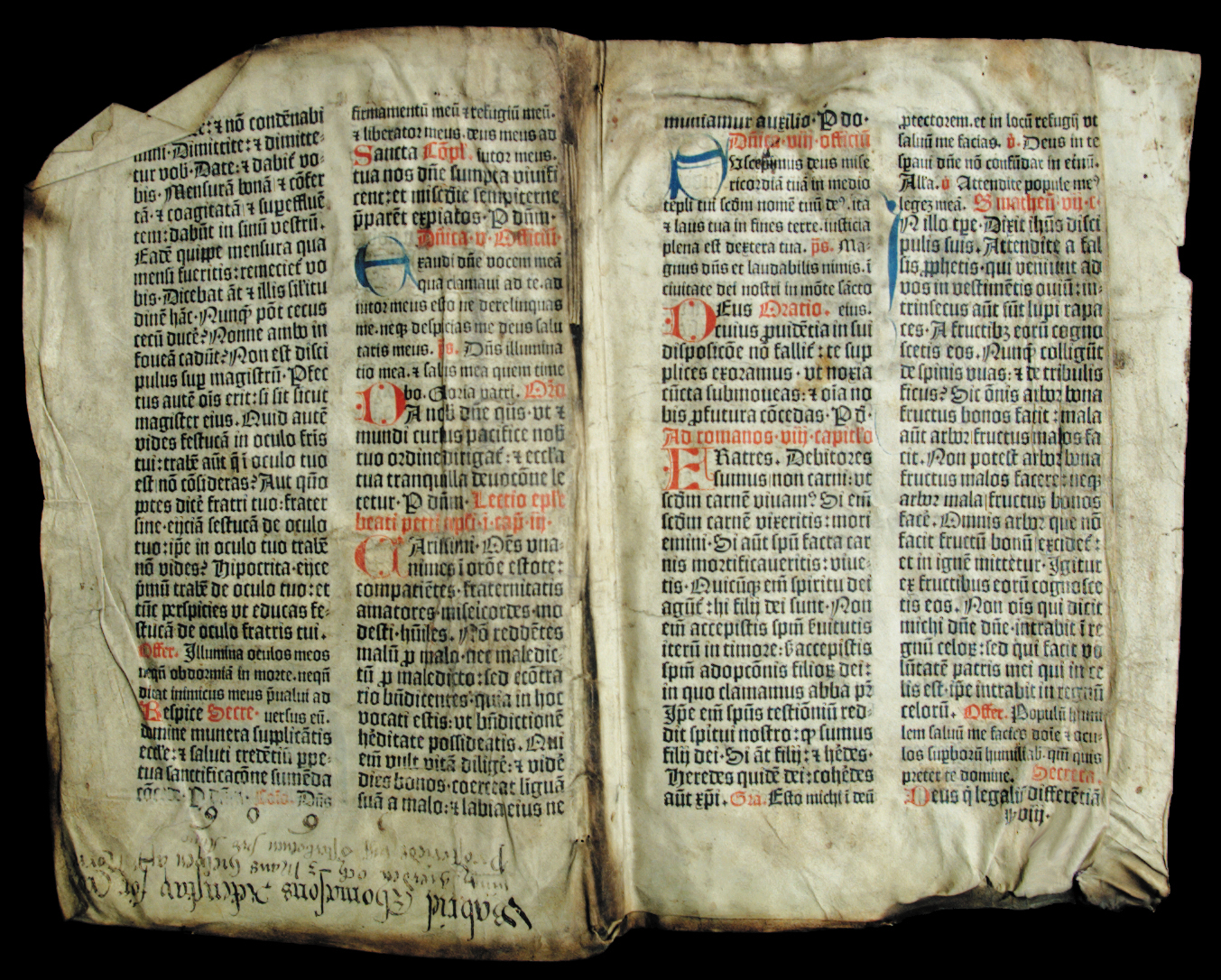
ميسالي أبوينسي

ميسالي أبوينسي (Missale Aboense) أول كتاب فنلندي تمت طباعته. و هو كتاب صلاة يستخدم في القداس الإلهي. يتبع تقاليد الطقوس الدينية لدي طائفة الدمينيكان، الذي تم اعتماده حوالي العام 1330 كقداس رسمي لمقر توركو . لم تستطيع هذه الأسقفية الفقيرة طباعة كتاب القدّاس خاصتها ، ولكن تم إنقاذ تقليدها الدومينيكاني.
أثناء طباعة أبوينسي ميسالي ، ظهرت طبعات متزامنة لاحتياجات النظام الدومينيكان في أماكن أخرى من إسكندنافيا. في الأبوينسي ميسالي الفرق الرئيسي الوحيد من كان هذا ما يلزم من السمات المحلية للتوركو انظر في جدول القديسين.
في ذاك الوقت لم تكن هناك مطابع في فنلندا. (أنشئت الأولى سنة 1642). ميسالي كان وبتكليف من المطران كونراد بيتس من مطبعة لوبيك غوتان بارتولوميوس. بيتس مؤرخة في مقدمته للكتاب ، توركو ، 17 أغسطس 1488 ، وكان نشره في العام عكر. على كل مطبوعة ميسالي كان رق والورق. تحوي باكورة الأدب الفنلندي هذه نحو 550 صفحة ورقية. باعتبار جمال طباعته ، لا يزال ينافس بنجاح على مكان بين الكتب الفنلندية الرائدة. صدرت نسخة طبق الأصل للعمل عامي 1971 و 1988.